# واتربیچ
واتربیچ (به انگلیسی: Waterbeach) یک روستا و محله مدنی در بریتانیا است که در کمبریج‌شر جنوبی واقع شده‌است. واتربیچ ۵٬۱۶۶ نفر جمعیت دارد.